# 1536 Pielinen
1536 Pielinen è un asteroide della fascia principale. Scoperto nel 1939, presenta un'orbita caratterizzata da un semiasse maggiore pari a 2,2045103 UA e da un'eccentricità di 0,1954410, inclinata di 1,53043° rispetto all'eclittica.
Prende il nome dall'omonimo lago finlandese.